# Frank Schepke
Frank Schepke (* 5. April 1935 in Königsberg (Preußen); † 4. April 2017 in Kiel) war ein deutscher Ruderer, Olympiasieger und Politiker (NPD, Willi-Weise-Projekt). Er gewann wie sein Bruder Kraft Schepke 1960 in Rom olympisches Gold im Achter. Schepke war Initiator von Kannwas, einer Komplementärwährung für Schleswig-Holstein.

## Sportliche Erfolge
Schepke startete für die Studentenverbindung ATV Ditmarsia Kiel. 1959 wurde der Achter der Renngemeinschaft vom Ratzeburger Ruderclub und Ditmarsia Kiel Deutscher Meister. Die Besatzung Klaus Bittner, Karl-Heinz Hopp, Hans Lenk, Manfred Rulffs, Frank Schepke, Kraft Schepke, Walter Schröder und Karl-Heinrich von Groddeck mit Steuermann Willi Padge siegte kurz darauf bei den Europameisterschaften 1959. Das Medienecho auf diesen Sieg des Deutschland-Achters war enorm, das Boot wurde zur Mannschaft des Jahres gewählt.
1960 gewann der Achter bei den Deutschen Meisterschaften vor dem Achter von Germania Düsseldorf 1904. Die Gebrüder Schepke gewannen die Meisterschaft im Vierer ohne Steuermann und im Vierer mit Steuermann. Für die Qualifikation zur gesamtdeutschen Mannschaft gegen die Boote aus der DDR teilte sich der Düsseldorfer Achter in einen Vierer mit und einen Vierer ohne auf, der Achter aus Ratzeburg und Kiel unter dem Trainer Karl Adam qualifizierte sich für die Olympischen Spiele. Bei den olympischen Regatten auf dem Albaner See siegte der Achter in seinem Vorlauf und gewann im Finale in einer Zeit von 5:57,18 Minuten vor dem Boot aus Kanada. Erneut wurden die neun Sportler als Mannschaft des Jahres ausgezeichnet.
1961 traten die Schepke-Brüder mit Karl-Heinz Hopp und Klaus Bittner sowie Steuermann Reiner Brümmer als Vierer mit Steuermann an. Das Boot von Ditmarsia Kiel siegte sowohl bei den Deutschen Meisterschaften als auch bei den Europameisterschaften.

## Politische Aktivitäten
Bei der Bundestagswahl 1965 war Schepke im Bundestagswahlkreis Stormarn – Herzogtum Lauenburg Kandidat der NPD und erzielte 5,1 % für seine Partei. 1969 trat er aus der NPD aus.
Schepke beschäftigte sich mit der Freiwirtschaftslehre nach Silvio Gesell und war Mitglied der von Georg Otto gegründeten „Alternative Dritter Weg – A3W“. Er propagierte entsprechend die Stärkung regionaler Wirtschaftskreisläufe in Schleswig-Holstein durch die Einführung der Komplementärwährung Kannwas. 2009 trat er bei der Bundestagswahl als Einzelbewerber (Willi-Weise-Projekt) im Bundestagswahlkreis Plön – Neumünster und kam auf 0,7 % der Erststimmen. Bei der Bundestagswahl 2013 kandidierte er dort erneut und erreichte einen Stimmenanteil von 0,3 %. Bei den Landtagswahlen 2009 und 2012 in den Landtagswahlkreisen Plön-Süd bzw. Plön-Süd/Eutin und erreichte jeweils 1,3 % der Stimmen.

## Berufliche Tätigkeit
Frank Schepke arbeitete als Unternehmer in Bad Oldesloe. 1999 übertrug er den Betrieb auf seinen Sohn Mark Schepke.